# キャスリン・ティッケル

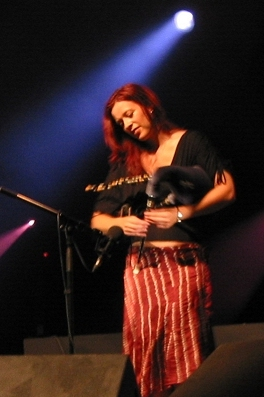
キャスリン・ティッケル

キャスリン・ティッケル（Kathryn Tickell、1967年6月8日 - ）はイギリス出身のノーザンブリアン・スモール・パイプやフィドル奏者。数多くのアルバムを発表し、ライブツアーも積極的に行なっている。

## 来歴
ノーサンバーランド北タインバレー出身の一家に生まれる。家族、特に地方の伝統音楽奏者である父マイク・ティッケルや、ウイリー・テイラー、ウィル・アトキンソン、ジョー・ハットン、トム・ハンターら伝統音楽のミュージシャンから影響を受け、9歳の時にスモールパイプを手に取った。13歳の時にはスモールパイプのコンテストで優勝。その頃にはフィドルの演奏でも名を知られていた。1984年には初のアルバム『On Kielder Side』を発表。同じ年にニューカッスル・アポン・タイン市首長から任命される公認パイプ奏者に指定された。 
1986年からはプロとしての活動を本格的に始める。定期的にヨーロッパツアーを行なう傍ら、スティングを始めとする著名なミュージシャンとの共演も行うようになった。1990年にはKathryn Tickell Bandを結成。メンバーは、ピーター・ティッケル(フィドル) 、ジュリアン・サットン(鍵盤ハーモニカ)、イアン・スティーヴンソン(ギター、アコスティックベース)。
彼女のアルバムでは、共演者たちによる幾種もの管楽器の演奏を聞く事ができる。例えば、トロイ・ドノックリーのイリアン・パイプス、パトリック・モラールやマーティン・ベネットのバグパイプ、アンディ・シェパードのジャズサクソフォーンなどである。また、イングランド北東部の伝統音楽の巨匠トム・ギルフェロンやアリスター・アンダーソンも参加したことがある。
2002年には、14 - 19歳の若く才能のあるミュージシャンを育てるFolkestra Northプロジェクトで指導者を務めている。

## ディスコグラフィ
- 1984年 On Kielder Side
- 1985年 Sewingshields To Glendale
- 1987年 Borderlands
- 1988年 Common Ground
- 1991年 The Kathryn Tickell Band
- 1993年 Signs
- 1997年 The Gathering
- 1998年 The Northumberland Collection
- 1999年 ディベータブル・ランド - Debatable Lands
- 2000年 Ensemble Mystical
- 2001年 Music for a New Crossing
- 2002年 Back to the Hills
- 2004年 Air Dancing
- 2006年 The Sky Didn't Fall

## 主なセッション参加アルバム
- 1991年 ソウル・ケージ - The Soul Cage/スティング
- 2000年 Stamping Ground/Rod Clements
- 2001年 ベルス・オブ・ダブリン/ザ・チーフタンズ